# Thesium orgadophilum
Thesium orgadophilum är en sandelträdsväxtart som beskrevs av Pui Cheung Tam. Thesium orgadophilum ingår i släktet spindelörter, och familjen sandelträdsväxter. Inga underarter finns listade i Catalogue of Life.